# Лустиг, Фридрих Вольдемар
Фридрих Вольдемар Лустиг, Ашин Ананда (26 апреля 1912, Нарва — 4 апреля 1989, Янгон, Бирма) — буддийский монах эстонского происхождения, ученик и сподвижник Карла Тыниссона (Вахиндры), один из первых русскоязычных буддийских монахов в Юго-Восточной Азии.

## Биография
Родился в обеспеченной семье ювелира. Родители — лютеране. Получив музыкальное образование, работал тапёром. Познакомившись с Карлом Тыниссоном в 1930 году, принял образ жизни странствующего монаха и сопутствовал своему учителю во всех путешествиях по Европе и Азии. Мать и брат Фридриха переехали в Германию. Сам Фридрих долгое время жил в Таиланде, а с 1949 года и до смерти жил в монастыре у пагоды Шведагон в Мьянме (Бирме). Овладел многими языками, в том числе китайским, тайским и бирманским. Прах захоронен в китайском монастыре Куан Инь Шань.